# Test au froid
Le « test au froid » (ou cold pressor test ou Hines-Brown test pour les anglophones) est un test « aversif » très utilisé en médecine et en psychologie.
La personne testée doit immerger une main dans un récipient plein d'eau glacée, généralement pendant une à deux minutes (voire un peu plus, selon le degré de tolérance du patient). Les réactions de la personne permettent d'obtenir deux informations :
- tests de mesure des seuils de nociception et de la sensibilité/résistance à la douleur. Ces deux notions sont importantes, notamment car prédictives de l'évolution de certaines pathologies (ex. : pronostic de la lombalgie[2]) ;
- test cardiovasculaire : durant l'immersion de la main dans l'eau glacée, on mesure les changements dans la pression artérielle et le rythme cardiaque (par exemple par pléthysmographie ou capillaroscopie subungéale).

## Principe du test cardiovasculaire
La contraction réflexe du réseau sanguin, dite « vasoconstriction » (notamment marquée par un changement de couleur de la main plongée dans l'eau et une forte élévation de la pression artérielle) impose une résistance à l'éjection de sang du ventricule gauche dans le système artériel systémique. C'est un test de stress pour le ventricule gauche.
Il est cliniquement indicatif concernant la réponse vasculaire et l'excitabilité du réseau nerveux responsable de la vasoconstriction et semble prédictif pour certains changements à long terme dans la vitesse des pulsations de l'onde sanguine chez les hommes.

## Diagnostic de la maladie de Raynaud
Ce même test peut aussi être utilisé pour le diagnostic de la maladie de Raynaud.

## Test de mesures liés à la perception de la douleur
On demande dans ce test au patient de laisser sa main plongée dans l'eau glacée tant que la douleur (due aux réactions sensorielles qui accompagnent les modifications hémodynamiques et à la réduction du diamètre artériel) ne lui est pas insupportable.
Il doit aussi signaler le moment où la sensation de froid devient une sensation de douleur. Le temps est chronométré et l'opérateur note :
1. le temps écoulé entre l'immersion et le moment (déclaration) qui correspond au seuil de douleur ;
2. le temps écoulé entre l'immersion et le moment (réflexe) qui correspond au seuil de la douleur "insupportable".

## Influences contextuelles
Hommes et femmes y réagissent légèrement différemment. Certains effets associés sont différents selon le sexe (modification du diamètre de la  pupille par exemple). Les hommes se montrent plus résistant à la douleur par le froid. 
Des effets d'« incitation positive » (y compris par des incitations financières) peuvent significativement améliorer la résistance (ou la performance) de la personne testée,,.
Affronter la douleur peut aussi être anxiogène. Dans ce test, le niveau de perception de la douleur est influencé par le caractère plus ou moins « anxieux » ou « non-anxieux » du patient, ce que les Anglais nomment la pensée catastrophe (mode de penser qui serait courant chez les personnes ayant un trouble anxieux). Il est cependant possible que des sujets naturellement plus sensibles que les autres à la douleur aient plus de risques de devenir anxieux ou à “dramatiser” ce qui leur arrive.
Certaines personnes arrivent sous l'effet d'une suggestion hypnotique ou avec un entrainement adéquat (ex. : séance de sauna en Europe du Nord) à fortement augmenter la tolérance du corps et de l'esprit à ce type de douleur.

## Exemple d'utilisation de ce test
Ce test est très utilisé par les médecins, psychologues et scientifiques  qui étudient la douleur, les effets de renforcement de la perception de la douleur, les douleurs chroniques (chez des jumeaux par exemple, en lien avec le cortisol pour savoir dans quelle mesure le degré de perception de la douleur est génétiquement programmé ou pondéré par les apprentissages personnels et l'éducation…
Il a aussi permis de montrer (au Canada en 2008) que contrairement à une hypothèse souvent émise, les sujets « anxieux » (qui réagissent plus vite à la douleur due au froid) ne traduisent cependant pas plus que les autres leur douleur par des expressions faciales exacerbées (au moins chez des sujets jeunes et non concernés par une douleur chronique ou pathologique au moment de l'expérience).
Il a aussi permis de préciser (en 2009) les influences complexes de la perception de la douleur par les parents sur la perception de la douleur par leur enfant, selon le degré d'anxiété de l'enfant ou de la mère.
Ce test a aussi permis de tester chez des sujets sains et plus ou moins “hypnotisables” l'effet de la suggestion sur la résistance à la douleur et sur l'atténuation de certains symptômes cardiovasculaires associés. Il s'agissait notamment de savoir si l'hypnose peut réduire la résistance vasculaire périphérique.
La suggestion a eu un certain effet analgésique et elle a diminué le rythme cardiaque chez les sujets très “hypnotisables”, et partiellement chez une partie des sujets jugés très résistants à l'hypnose. Dans tous les cas, il n'y a cependant pas eu d'effets sur la pression artérielle systolique, la conductance et tonicité de la peau tonique ou la circulation sanguine de la peau ; selon les auteurs, c'est donc l'augmentation de l'activité parasympathique qui serait responsable de la réduction de la fréquence cardiaque induite par des suggestions dans les deux groupes. Ils concluent du fait que des sujets jugés peu influençables par l'hypnose aient quand même amélioré leur résistance au froid que certains patients à faible hypnotisabilité souffrant de douleurs chroniques pourraient aussi bénéficier de l'hypnose[réf. souhaitée].
Il n'est pas prédictif de la résistance au mal des montagnes (mal de l'altitude), alors qu'une irrégularité cardiaque l'est.
Il a été constaté (mais le mécanisme n'est pas encore compris) qu'un stress négatif (aversif) vécu juste après une période d'apprentissage peut protéger les souvenirs des effets de l'oubli. Ce phénomène a été étudié en laboratoire au moyen du test au froid, ce qui a permis de confirmer cet effet “bénéfique”, mais il n'a été avéré que chez les hommes.

## Autres significations de l'expression« test au froid »
Dans le domaine de la dermatologie, l'expression test au froid peut aussi désigner un test consistant à poser un glaçon sur la peau d'un patient pour voir sil le froid génère une urticaire réactionnelle spécifique dit « urticaire au froid ».
Dans d'autres domaines où l’on parle aussi de test de vigueur ou d’épreuve au froid, ou de test de stress, cette expression peut notamment aussi désigner
- les tests de résistance de graines, plantules ou plantes adultes à un climat froid.

## Alternatives
Selon certains auteurs, un autre test de stimulus thermique, le « test de l'immersion (de la main) en eau chaude » (HIT) est tout aussi capable de déclencher une réponse mesurables à la douleur, sans risque de confusion entre une réaction à la pression sanguine (baroréflexe) et une vraie douleur.